# Gare de Peyrilhac - Saint-Jouvent
Gare de Peyrilhac - Saint-Jouvent vasútállomás Franciaországban, Peyrilhac településen.

## Vasútvonalak
Az állomást az alábbi vasútvonalak érintik:
- Dorat-Limoges-Bénédictins-vasútvonal

## Kapcsolódó állomások
A vasútállomáshoz az alábbi állomások vannak a legközelebb:
- Gare de Nantiat
- Gare de Nieul